# Snæfell (berg i Island, lat 64,23, long -16,20)
Snæfell är ett berg i republiken Island. Det ligger i regionen Austurland, 280 km öster om huvudstaden Reykjavík. Toppen på Snæfell är 1 324 meter över havet.
Trakten runt Snæfell är nära nog obefolkad, med mindre än två invånare per kvadratkilometer. Det finns inga samhällen i närheten. Trakten runt Snæfell är permanent täckt av is och snö.